# Francesco von Mendelssohn
Francesco von Mendelssohn (* 6. September 1901 in Berlin; † 22. September 1972 in New York City) war ein deutscher Cellist und Kunstsammler.

## Kindheit, Künstlertum und Dekadenz
Franz von Mendelssohn, der später seinen Vornamen italianisierte, war der Sohn des Bankiers Robert von Mendelssohn und dessen Gattin Giulietta, geb. Gordigiani. Diese war eine Tochter des Porträtmalers Michele Gordigiani. Sie zog, nachdem Robert von Mendelssohn 1917 gestorben war, nach Italien und überließ ihren Kindern Eleonora und Francesco die Familienvilla in der Koenigsallee 16 in Berlin-Grunewald, in der sich zahlreiche Antiquitäten und vor allem die Gemäldesammlung der Familie befanden. Diese war hauptsächlich von Robert von Mendelssohn zusammengetragen worden und umfasste Werke von Guardi, Francisco de Goya und Rubens ebenso wie zwei Gemälde, die Rembrandt zugeschrieben wurden: ein Selbstbildnis und ein Bildnis der Hendrickje Stoffels. Letzteres wurde später nur noch der Rembrandt-Schule zugeordnet, galt aber zu Mendelssohns Lebzeiten als „echter Rembrandt“. Etwa ab 1910 hatte Robert von Mendelssohn auch Werke aus dem späten 19. und frühen 20. Jahrhundert gekauft, darunter Gemälde von Pablo Picasso, Vincent van Gogh, Max Slevogt, Édouard Manet und Claude Monet.
Francesco von Mendelssohn kaufte Werke von Toulouse-Lautrec, Segantini und Camille Corot hinzu. Sein eigentliches Interesse aber galt der Musik und dem Schauspiel. Als Schüler von Pablo Casals zum Cellisten ausgebildet, hatte er in ganz Europa Konzertauftritte. Er konzertierte als Solist, aber auch mit dem Streichquartett von Adolf Busch oder als Mitglied des Klingler-Quartetts. Privat betrieb er Hausmusik mit Albert Einstein und Bruno Eisner.
Francesco von Mendelssohn schrieb außerdem ein Buch über Eleonora Duse, die eine Freundin seiner Mutter und die Patentante seiner Schwester war. Ferner übersetzte er Dramen Luigi Pirandellos aus dem Italienischen, arbeitete als Filmschauspieler und betätigte sich als Theaterregisseur. Er arbeitete unter anderen mit Lotte Lenya, Peter Lorre, Fritz Kortner, Theo Lingen, Heinz Rühmann und Paul Hörbiger.
In der Gesellschaft war Francesco von Mendelssohn als Exzentriker bekannt. Er fuhr ein Lancia-Cabriolet mit Sitzbezügen aus Hermelin, trat in der Öffentlichkeit im roten Lederanzug oder gelben Seidenschlafrock auf. Ruth Landshoff und er zeigten sich gern in vertauschter Kleidung, er im Abendkleid, sie in seinem Anzug. In der elterlichen Villa im Grunewald richtete er Feste aus, zu denen Gäste aus Kunst und Politik ebenso erschienen wie junge Männer aus dem homosexuellen Milieu. Eng befreundet war er mit Harald Kreutzberg, Vladimir Horowitz und Gustaf Gründgens. Ein amouröses Verhältnis hatte er u. a. zu Ruth Landshoff.

## Emigration
Nach der Machtergreifung der Nationalsozialisten emigrierten die Geschwister von Mendelssohn. Während Eleonora von Mendelssohn, die in zweiter Ehe mit einem Österreicher verheiratet war, sich zunächst auf Schloss Kammer zurückzog, lebte Francesco von Mendelssohn zwischen 1933 und 1935 hauptsächlich in Paris und Venedig. Er hatte jedoch auch Kontakte in die USA. 1933 inszenierte er am Broadway die Dreigroschenoper, und im Herbst 1935 wanderte er mit seiner Schwester auf der Majestic nach New York aus. Dort wurde er Regieassistent bei Max Reinhardt. Seine Arbeit an dem jüdischen Bibeldrama The Eternal Road von Franz Werfel und Kurt Weill führte zum Zerwürfnis mit Letzterem.
Obwohl die Geschwister von Mendelssohn, deren Vater ein Vermögen von etwa 34,5 Millionen Mark hinterlassen hatte, erhebliche finanzielle Verluste durch die Emigration erlitten hatten, unterstützten sie andere Emigranten finanziell. Eleonora von Mendelssohn hatte einen Teil der Kunstsammlung als Umzugsgut nach Österreich mitnehmen können und es war ihr auch gelungen, die beiden vermeintlichen Rembrandts in der Schweiz bei Christoph Bernoulli unterzubringen, während sie in der Mendelssohn-Bank in Deutschland nur Kopien dieser Werke hinterlassen hatte, die ihr Großvater angefertigt hatte. Doch weil einer ihrer Cousins Repressalien befürchtete, falls die Machthaber den Austausch der Bilder bemerken sollten, bestand er 1935 darauf, dass die echten Bilder wieder nach Deutschland gebracht wurden. 1940 wurden sie durch Alfred Hentzen bei der Deutschen Staatsbank deponiert, um einem Verkauf ins Ausland vorzubeugen. Besitzerin war zu diesem Zeitpunkt Giulietta von Mendelssohn. Diese ließ sich schließlich bestimmen, die Gemälde zu verkaufen, und übertrug diese Aufgabe ihrem Vermögensverwalter Aldo Cima, der durch den österreichischen Kunsthändler Otto Schatzker einen großen Teil der Sammlung von Mendelssohn verkaufen ließ.
Francesco von Mendelssohn, der schon früher zur Melancholie und Todessehnsucht geneigt hatte, wurde im amerikanischen Exil hochgradig depressiv und war ab 1937 außerdem schwer alkoholkrank. Bernoulli bezeichnete ihn in dieser Phase als kindisch, konstatierte, er sei wahrscheinlich über seine anderen Leiden hinaus mit Lues infiziert und werde gesellschaftlich noch völlig abstürzen, wenn er keine ausreichende Therapie erhalte. Francesco von Mendelssohn wurde häufig in psychiatrische Kliniken eingewiesen und geriet immer wieder ins Gefängnis, weil er im Rausch in Unfälle und Prügeleien verwickelt war.

## Restitutionsansprüche
Eleonora von Mendelssohn reiste im Jahr 1946 allein nach Europa, um sich um die Rückgewinnung der Werke aus der Mendelssohnschen Kunstsammlung zu bemühen. Nachdem Aldo Cimas Idee, die Museumsdirektoren zu bestechen, abgelehnt worden war, versuchte sie dieses Ziel teils durch Rückerstattungsanträge, teils durch Rückkauf zu erreichen. Als Problem erwies sich jedoch, dass die Mutter Giulietta von Mendelssohn, die Besitzerin der Bilder, als Arierin gegolten hatte, so dass sie keinen verfolgungsbedingten Verlust der Bilder beweisen konnte. Die Rückstellungsanträge wurden in Deutschland 1953 abgewiesen, doch erlebte Francesco von Mendelssohns Schwester dies nicht mehr. Nachdem sich im Januar 1951 ihr vierter Ehemann, Martin Kosleck, aus dem Fenster gestürzt und verletzt und etwa gleichzeitig Francesco von Mendelssohn nach einer Schlägerei und Verhaftung einen Schlaganfall erlitten hatte, wurde sie am 24. Januar tot aufgefunden. Die Indizien deuteten auf Selbstmord.
Eleonora von Mendelssohn hinterließ erhebliche Schulden. Francesco von Mendelssohn versuchte mit Lillian D. Rock, der Testamentsvollstreckerin seiner Schwester, erneut die Rückgabe der Bilder aus der Mendelssohnschen Sammlung zu erreichen. Er behauptete nun, seine Mutter habe die Bilder seiner Schwester und ihm am Silvesterabend 1932 geschenkt, konnte damit jedoch auch nichts erreichen. Auch Albert Einsteins Fürsprache blieb wirkungslos. Das einst Rembrandt zugeschriebene Hendrikjebildnis, das für das Führermuseum in Linz angekauft worden war, wurde 1952 von der amerikanischen Besatzungsmacht der Münchner Treuhandverwaltung übergeben. Nachdem der Mendelssohnsche Rückgabeantrag abgelehnt worden war, kam es als Leihgabe der Bundesrepublik Deutschland in die Alte Pinakothek in München und wurde 1967 ins Städelsche Kunstinstitut überführt. Rembrandts Selbstbildnis im Pelz, mit Kette und Ohrring, das über Schatzker an das Kunsthistorische Museum in Wien verkauft worden war, befindet sich nach wie vor dort. Nach einer ersten Zurückweisung des Antrags Giulietta von Mendelssohns hatte sich Lillian D. Rock offenbar nicht mehr in dieser Angelegenheit engagiert. Zur öffentlichen Verhandlung vor der Rückstellungskommission beim Landgericht Wien erschien jedenfalls kein Vertreter der Familie von Mendelssohn, woraufhin das Begehren abgewiesen wurde.

## Letzte Jahre
Francesco von Mendelssohn war nicht in der Lage, sich hinsichtlich der Restitutionsansprüche selbst einzuschalten. Nachdem er zunächst in einer psychiatrischen Klinik in White Plains (New York) gelebt hatte, wo möglicherweise eine Lobotomie an ihm vorgenommen wurde, kam er später in die Obhut von Lilly Wittels, der Witwe des Psychiaters Fritz Wittels. Bei einem Besuch in Wien im Jahr 1960 wurde er von früheren Freunden als völlig verändert und teilnahmslos erlebt. In seinen späten Jahren riss der Kontakt zu früheren Freunden ab. An seiner Beerdigung nahmen nur wenige Personen teil.
Francesco von Mendelssohn vermachte sein Stradivari-Cello einer Stiftung und vererbte einige Möbel und Bilder sowie die Reste seines Vermögens an Freunde und Verwandte. Vertreter seiner Erben versuchten zu Beginn des 21. Jahrhunderts erneut, die Rückgabe der Bilder aus der Sammlung seiner Familie zu erwirken.